# Death’s Door
Death’s Door ist ein Action-Adventure-Spiel aus dem Jahr 2021, das von Acid Nerve entwickelt und von Devolver Digital veröffentlicht wurde. Es erhielt positive Kritiken bei der Veröffentlichung, mit mehreren Publikationen lobte seine Mechanik, Einfachheit und Schwierigkeitsgrad, vergleicht es mit The Legend of Zelda und Dark-Souls-Spielen. Es ist auch eine Fortsetzung von Titan Souls.

## Spielprinzip
Das Spielprinzip erinnert sehr an ein The Legend of Zelda: A Link to the Past.
Death’s Door ist ein isometrisches 3D-Action-Adventure-Spiel. Der Spieler schlüpft in die Rolle eines kleinen Raben, der als „Seelensammler“ Seelen sammelt.
In der ersten Mission des Spiels wird die Spielfigur beauftragt die Seele eines Monsters einzusammeln, das sein Leben nicht aufgeben will. Nachdem er es besiegt hat, mischt sich ein großer, alter Rabe ein und stiehlt die Seele, dann erzählt er ihm von einer möglichen Verschwörung über das Verschwinden anderer Raben.
Die Kampfmittel des Spielers sind zu Beginn Schwert, Bogen und Pfeil; die Angriffe des Schwertes werden zu einer Kombo aneinandergereiht, und die Munition des Bogens kann mit dem Schwert aufgefüllt werden. Im Laufe des Spiels kommen vier weitere Waffen und drei Arten von magischer Munition zum Einsatz, aber die grundlegende Angriffsmechanik bleibt erhalten.
Das Spiel verwendet Seelen als Währung, mit denen man grundlegende Fähigkeiten verbessern kann.

## Rezeption
Laut dem Bewertungsportal Metacritic hat Death’s Door von Rezensenten eine „allgemein positive“ Resonanz erhalten. Mehrere Kritiker verglichen die Ästhetik des Spiels mit Dark Souls, allerdings mit einem leichteren und zugänglicheren Ton.
Death’s Door gewann bei den INDIE Live Expo Winter Awards 2021 (ein Preis, der unabhängigen Spielen gewidmet ist) den Preis "Best Sense of Gameplay" und war für den Preis "Best New Character" nominiert. Das Spiel gewann außerdem den Golden Joystick Award für das "Beste Indie-Spiel" und war für das "Beste Indie-Spiel" bei den 2021 Game Awards nominiert. Bei den 25. jährlichen D.I.C.E. Awards wurde es für "Adventure Game of the Year" und "Outstanding Achievement in Independent Games" nominiert. Weitere Nominierungen waren "Outstanding Original Adventure Game" bei den 21. NAVGTR Awards, "Indie Game of the Year" bei den South by Southwest Game Awards und "British Game" und "Homegrown Product" bei den 18th British Academy Games Awards.
Das Spiel gewann den MCV/Develop Award für die „Narrative Innovation des Jahres“ und wurde bei den 2022 Independent Game Developers Association's Game Industry Awards für die Preise "Action & Adventure Game" und "Visual Design" nominiert.
Es wurde im Juli 2021 für Microsoft Windows, Xbox One und Xbox Series X/S veröffentlicht und verkaufte sich in der ersten Woche mehr als 100.000 Mal. Das Spiel wurde im November 2021 für Nintendo Switch, PlayStation 4 und PlayStation 5 veröffentlicht.